# 約翁徳倹
約翁徳倹（やくおうとっけん）は、鎌倉時代に活動した臨済宗大覚派の禅僧である。蘭渓道隆下2世。建仁寺14世、建長寺15世及び南禅寺5世。仏灯国師。

## 略歴
寛元2年（1244年）に嬰棄児として見つかり、某氏が養育していたが、蘭渓道隆に見出されて仏道を学び、東大寺で受戒。師に従い建長寺次いで建仁寺に移る。さらに中国に渡って育王山寂窓有照、天童山石帆惟衍、浄慈寺東叟仲頴、霊隠寺虚舟普度、径山蔵叟善珍、簡翁居敬、覚菴夢真の許に参禅し、道友として晦機元煕、一山了万、末宗本、寂菴相等を得た。帰国後は師の許に戻り、永仁4年（1296年）には建長寺首座となり、山内に長勝寺を開いた。その後、東勝寺、浄妙寺および禅興寺の住持を務め、徳治元年（1306年）には建仁寺12世、さらに建長寺15世となった。文保2年（1318年）、後宇多院の招きにより一山一寧の後任として南禅寺5世となった。開堂に当たって院が臨席し国師号を賜った。元応2年5月19日（1320年7月3日）寂。法嗣に寂室元光、霊叟太古、大虚元寿、方涯元圭、秀山元中、南嶺子越、月翁元規、柏巌可禅、片山元矩、養直元育、月窓元暁及び實田元穎がいる。語録として『仏灯国師語録』がある。また、永源寺と牧護庵（南禅寺塔頭）には『絹本著色約翁徳倹像』が伝わり、それぞれ重要文化財に指定されている。